# Liste der Naturdenkmale in Gelenau/Erzgeb.
Die Liste der Naturdenkmale in Gelenau/Erzgeb. nennt die Naturdenkmale in Gelenau/Erzgeb. im sächsischen Erzgebirgskreis.

## Definition
„Naturdenkmäler sind rechtsverbindlich festgesetzte Einzelschöpfungen der Natur oder entsprechende Flächen bis zu fünf Hektar, deren besonderer Schutz erforderlich ist
1. aus wissenschaftlichen, naturgeschichtlichen oder landeskundlichen Gründen oder
2. wegen ihrer Seltenheit, Eigenart oder Schönheit.“

„§ 18 – Naturdenkmäler – (zu § 28 BNatSchG)
(1) Die Erklärung nach § 22 Abs. 1 BNatSchG von Teilen von Natur und Landschaft als Naturdenkmal erfolgt durch Rechtsverordnung oder Einzelanordnung.
(2) Über § 28 Abs. 1 BNatSchG hinaus können Naturdenkmäler zur Sicherung von Lebensgemeinschaften oder Lebensstätten von im Bestand gefährdeten oder streng geschützten Arten festgesetzt werden.“

## Liste
Link zu einem Kartenansichtstool, um Koordinaten zu setzen.
| Bild | Bezeichnung              | Lage                                       | Beschreibung         | Datum                                                       | Nummer     |
| ---- | ------------------------ | ------------------------------------------ | -------------------- | ----------------------------------------------------------- | ---------- |
| BW   | Am Wasserwerk Gelenau    | Gelenau (50° 43′ 14,1″ N, 12° 59′ 47,3″ O) | Fläche: ca. 10289 m² | Änderungsverordnung des Landkreises Annaberg vom 01.12.2000 | 364.23-089 |
| BW   | Bärlappvorkommen Gelenau | Gelenau (50° 43′ 13,8″ N, 12° 56′ 59,7″ O) | Fläche: ca. 5000 m²  | Änderungsverordnung des Landkreises Annaberg vom 01.12.2000 | 364.23-090 |
| BW   | Hoffichtenberg           | Gelenau (50° 42′ 2,2″ N, 12° 57′ 57,6″ O)  | Fläche: ca. 23401 m² | Verordnung des Landkreises Annaberg                         | 364.23-088 |